# Trichobatrachus robustus
Trichobatrachus robustus là một loài ếch thuộc họ Arthroleptidae. Nó là đại diện duy nhất của chi Trichobatrachus.
Loài ếch này có lông, lông của chúng đóng vai trò như mang của loài cá, giúp chúng hô hấp một cách dễ dàng trong nước.
Loài ếch lông đáng chú ý khi sở hữu "móng vuốt" có thể thu vào (mặc dù không giống như móng vuốt thật, chúng được làm bằng xương, không keratin), mà nó có thể đâm xuyên qua da, rõ ràng bằng cách cố tình phá vỡ xương của các ngón chân.
Loài này được nướng ăn ở Cameroon. Chúng bị săn bắt bằng giáo hoặc dao phát. Người Bakossi tin rằng những con ếch này rơi từ trên trời xuống, và khi ăn, giúp các cặp vợ chồng không có con người trở nên mắn đẻ.

## Phân bố
Loài này có ở Cameroon, Cộng hòa Dân chủ Congo, Guinea Xích Đạo, Gabon, Nigeria, có thể cả Angola, và có thể cả Cộng hòa Congo.
Môi trường sống tự nhiên của chúng là rừng ẩm vùng đất thấp nhiệt đới hoặc cận nhiệt đới, sông ngòi, đất canh tác, các đồn điền, và rừng trước đây suy thoái nghiêm trọng.

## Tình trạng bảo tồn
T. robustus hiện đang bị đe dọa vì mất môi trường sống.

## Hình ảnh

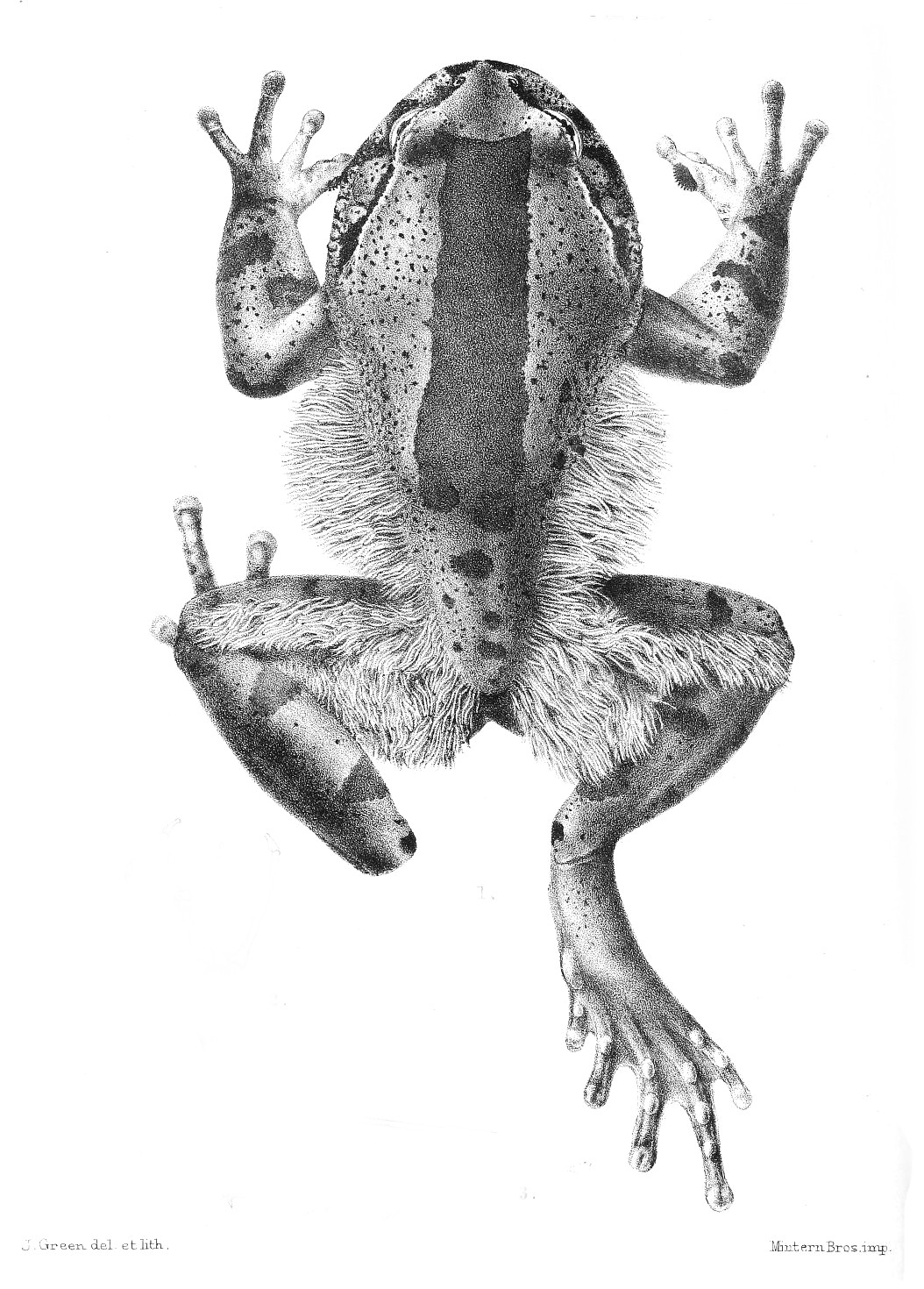
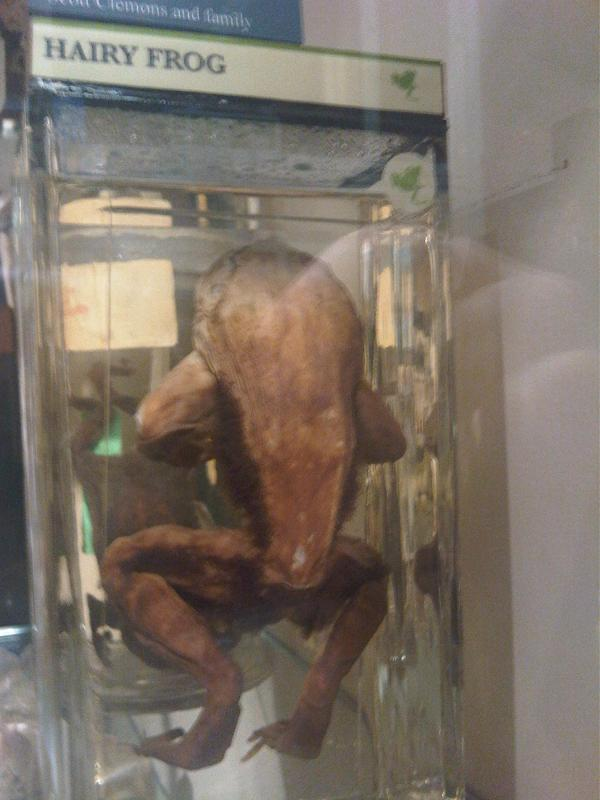
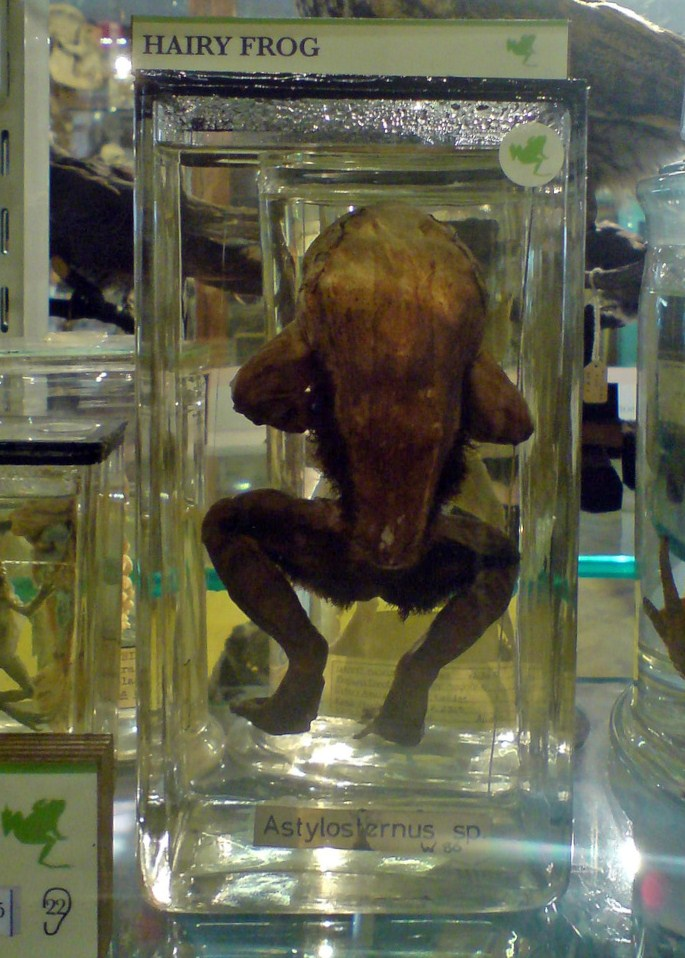
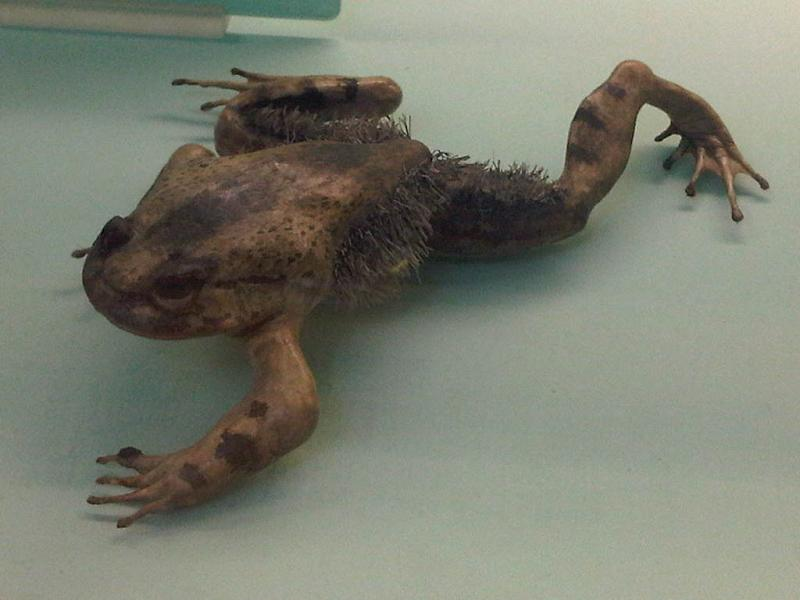